# Cavaglio-Spoccia
Cavaglio-Spoccia là một đô thị ở tỉnh Verbano-Cusio-Ossola trong vùng Piedmont, có cự ly khoảng 140 km về phía đông bắc của Torino và khoảng 20 km về phía đông bắc của Verbania, ở biên giới với Thụy Sĩ. Tại thời điểm ngày 31 tháng 12 năm 2004, đô thị này có dân số 273 người và diện tích là 18,2 km².
Cavaglio-Spoccia giáp các đô thị: Brissago (Thụy Sĩ), Cannobio, Cursolo-Orasso, Falmenta, Gurro, Palagnedra (Thụy Sĩ).